# 잔파올로 벨리니
잔파올로 벨리니(이탈리아어: Gianpaolo Bellini, 1980년 3월 27일 ~ )는 이탈리아의 옛 축구 선수로 과거 포지션은 수비수였으며 아탈란타 BC에서만 18년을 뛴 원클럽맨이다.

## 선수 경력
베르가모현 사르니코에서 태어난 벨리니는 아탈란타에서 자신의 선수 인생을 보냈다. 그는 그의 첫 리그 경기를 1999년 4월 11일 세리에 B에서 있을 때 치렀다.
2009-2010 시즌에는 벨리니는 주로 왼쪽 풀백으로 뛰었으며 반면에 토마스 만프레디니, 파올로 비안코, 레오나르도 탈라몬티는 중앙 수비수로 기용됐다.
2010년 6월 26일, 벨리니와 만프레디니는 구단과 3년계약과 함께 1년 연장 계약을 맺었다.

## 수상 경력
- 세리에 B: 2006, 2011